# Polyptychus bernardii
Polyptychus bernardii is een vlinder uit de familie van de pijlstaarten (Sphingidae). De wetenschappelijke naam van de soort werd in 1966 gepubliceerd door Pierre Claude Rougeot.